# This Love (песня Тейлор Свифт)
«This Love» (с англ. — «Эта любовь») — песня, записанная американской певицей Тейлор Свифт, и выпущенная как 11-й трек из её пятого студийного альбома 1989, вышедшего в 2014 году.
Свифт спродюсировала песню вместе с Нейтаном Чапманом. Атмосферная баллада «This Love» сочетает в себе электропоп и синти-поп с элементами софт-рока. В текстах используются образы океана, чтобы описать расставание и последующее возрождение угасшего романа. После выхода 1989 трек попал в чарты Canadian Hot 100 и Bubbling Under Hot 100 Singles. Он был сертифицирован в платиновом статусе Американской ассоциацией звукозаписывающих компаний (RIAA) за один миллион трековых эквивалентов. В обзорах 1989 некоторые критики отметили балладную постановку песни, в то время как другие сочли её неуместной для приподнятого звучания альбома.
Перезапись песни под названием «This Love (Taylor’s Version)» была выпущена 6 мая 2022 года на лейбле Republic Records. Он был показан в трейлере предстоящего телесериала Prime Video «The Summer I Turned Pretty». Новая версия «This Love (Taylor’s Version)» включает в себя элементы инди-рока и более сдержанную постановку. Перезапись является частью плана Свифт по перезаписыванию её бэк-каталога после спора о праве собственности на мастер-записи её первых шести альбомов.

## История
«This Love» была первой песней, написанной Свифт для альбома 1989. Из всех 13 треков стандартного издания альбома, это был единственный, который она написала самостоятельно. Согласно примечаниям к буклету 1989, она сделала это 17 октября 2012 года, когда была в Лос-Анджелесе. Изначально Свифт представляла «This Love» как «забавное короткое стихотворение» для своего личного дневника; когда ей пришла в голову мелодия, она решила превратить стихотворение в песню. С этой целью она заручилась помощью своего давнего соавтора Нейтана Чапмана, который работал со Свифт над всеми её предыдущими альбомами, чтобы спродюсировать трек вместе с ней. «This Love» была единственной песней 1989 года, спродюсированной Чапманом. Трек был записан в его Pain in the Art Studio в Нэшвилле, штат Теннесси, и сведен Сербаном Генеа в студии MixStar Studios в Вирджиния-Бич, штат Вирджиния.
Альбом 1989 был выпущен 27 октября 2014 года на лейбле Big Machine Records; «This Love» занимает 11-е место в трек-листе альбома. После выхода альбома 1989 Свифт включила эту песню в обычный сет-лист мирового турне, связанного с альбомом, которое началось 5 мая 2015 года. Трек появился в качестве фоновой музыки для праздничной рекламы Victoria’s Secret, премьера которой состоялась в декабре 2015 года. Свифт исполнила урезанную акустическую версию «This Love» в качестве «песни-сюрприза» на первом шоу в Атланте в рамках своего тура Reputation Stadium Tour в 2018 году.

## Коммерческий успех
«This Love» достиг 84-го места в канадском хит-параде Canadian Hot 100 в чарте за 15 ноября 2014 года. В США песня достигла 19-го места в чарте Billboard Bubbling Under Hot 100. Трек был сертифицирован в платиновом статусе Американской ассоциацией звукозаписывающих компаний (RIAA), что означает выпуск 1 млн единиц, включая продажи и стриминговые потоки.

### Чарты
| Чарты (2014)                           | Высшая позиция |
| -------------------------------------- | -------------- |
| Канада (Billboard Canadian Hot 100)    | 84             |
| США (Billboard Bubbling Under Hot 100) | 19             |

### Сертификации
| Регион                                                                      | Сертификация | Продажи   |
| --------------------------------------------------------------------------- | ------------ | --------- |
| США (RIAA)                                                                  | Платиновый   | 1 000 000 |
| Данные о продажах + прослушиваниях приведены только на основе сертификации. |              |           |

## This Love (Taylor’s Version)
This Love (Taylor’s Version) («Эта любовь (версия Тейлор)») — перезаписанная версия «This Love», вышедшая 6 мая 2022 на лейбле Republic Records.

### История
После спора с Big Machine Records в 2019 году по поводу прав на мастер-записи её первых шести студийных альбомов, включая альбом 1989, Свифт объявила о своей цели перезаписать каждый из этих альбомов. Фрагмент «This Love (Taylor’s Version)» был показан в трейлере оригинального сериала Prime Video 2022 года The Summer I Turned Pretty, выпущенного 5 мая 2022 года. Песня была выпущена на цифровых платформах 6 мая. Наряду с цифровым треком «This Love (Taylor’s Version)», Свифт также выпустила коллекцию товаров The Old Taylor Collection, посвященных альбомам Свифт 1989 и Speak Now.

### Отзывы
По сравнению с оригинальной версией, «This Love (Taylor’s Version)» содержит сильные элементы инди-рока, которые критики отметили как возможное влияние инди-роковых альбомов Свифт 2020 года Folklore и Evermore. Большая часть продакшна осталась прежней, но синтезаторы более приглушены, а вокал Свифт менее обработан, более усилен и резонансен. Мэри Сироки из Consequence назвала этот трек свидетельством способности Свифт как автора писать песни и «улавливать магию, опустошение и фантазию романтики».

### Коммерческий успех
Песня дебютировала на 50-м  месте в американском хит-параде Billboard Hot 100, став там 167-м хитом Свифт (увеличение рекорда среди женщин).
Также песня стала 53-м чарттопером Свифт в iTunes US.

### Список треков
Цифровые загрузки и стриминг
1. «This Love (Taylor’s Version)» — 4:10
2. «Wildest Dreams (Taylor’s Version)» — 3:40

### Участники записи
По данным Tidal.
- Тейлор Свифт — вокал, бэк-вокал, автор, продюсер
- Кристофер Роу — продюсирование, вокальная инженерия
- Мэтт Биллингслеа — ударные
- Макс Бернштейн — синтезатор
- Амос Хеллер — бас
- Майк Медоуз — акустическая гитара
- Пол Сидоти — электрогитара
- Дерек Гартен — редактирование, инжиниринг
- Брайс Бордон — звукозапись
- Дэвид Пэйн — звукозапись
- Лоуэлл Рейнольдс — редактирование, помощник инженера звукозаписи
- Дэн Бернс — ассистент звукоинженера
- Сербан Генеа — микширование
- Рэнди Меррилл — мастер-инжиниринг

### Чарты «This Love (Taylor’s Version)»
| Чарт (2022)                         | Высшая позиция |
| ----------------------------------- | -------------- |
| Австралия (ARIA)                    | 23             |
| Канада (Billboard Canadian Hot 100) | 30             |
| Мир (Billboard Global 200)          | 44             |
| Ирландия (IRMA)                     | 26             |
| Малайзия (Billboard)                | 22             |
| Новая Зеландия (Recorded Music NZ)  | 40             |
| Филиппины (Billboard)               | 13             |
| Сингапур (RIAS)                     | 17             |
| Сингапур (Billboard)                | 22             |
| Великобритания (OCC UK Singles)     | 42             |
| США (Billboard Hot 100)             | 50             |

### История релиза
| Регион | Дата       | Формат                     | Версия           | Лейбл    | Ссылка |
| ------ | ---------- | -------------------------- | ---------------- | -------- | ------ |
| Мир    | 6 мая 2022 | Цифровые загрузки стриминг | Taylor’s Version | Republic | [ 23 ] |